# Gomes Freire de Andrade, 3.º Conde de Bobadela
Gomes Freire de Andrade foi o 3.º conde de Bobadela, filho de José António Freire de Andrade, 2.º conde de Bobadela. Nasceu em 27 de junho de 1774 e morreu em 28 de setembro de 1831. Moço fidalgo e Par do Reino, por carta régia de 30 de abril de 1826, de que não tomou posse.  

## Biografia
Sucedeu na casa de seu pai a 22 de abril de 1784, e no título por carta de 25 de julho de 1785, verificação de vida na renovação concedida a seu pai em mais duas vidas, fora da Lei Mental por decreto de 2 de maio e carta de 9 de maio de 1763, no título de seu tio, o 1.º conde de Bobadela. Dedicando-se à vida militar, assentou praça em cavalaria, servindo durante a guerra de 1801 e depois na da península, em que foi condecorado. 
Senhor, por casamento, das vilas de Codeceiro e de Carapito; alcaide-mor de Vilar Mor e de Panóias; comendador, em verificação de 2ª vida, da comenda de Nossa Senhora da Conceição de Vila Velha de Rodam e comendador, por casamento, das comarcas de Santo Estêvão de Pussos (comarca de Ancião), de Santa Maria de Vilar Torpim (comarca de Figueira de Castelo Rodrigo), todas na Ordem de Cristo, e da comenda de São Romão de Panoias na 0rdem de Santiago da Espada.  
Condecorado com a medalha por campanhas de Guerra Peninsular. Capitão de cavalaria. Sucedeu na casa de seu pai em 22 de abril de 1784 e no título por carta de25 de julho de 1785, verificação de vida na renovação concedida ao pai em mais duas vidas, fora da lei mental, por decreto de 2 de maio e carta de 9 deste mês, de 1763, no título de seu tio o 1° Conde de Bobadela.

## Casamento
Em 1 de junho de 1802 casou com Ana Joaquina Maria do Resgate Miranda Henriques (26 de abril de 1786-29 de dezembro de 1858), filha primogénita e herdeira do 1º visconde de Sousel, António José de Miranda Henriques da Silveira e Albuquerque Mexia Leitão de Pina e Melo, e de sua 2ª mulher D. Joana Maria do Resgate de Saldanha. Ana Joaquina teve mercê, dispensada a lei mental, de uma vida em todos os bens da Coroa e Ordens que o pai desfrutava, em recompensa dos relevantes serviços militares que prestara na guerra do Roussillon, com especialidade nas ações das Três Serras e de Puig Cerda, como consta da carta de 27 de junho de 1796 e decreto de 16 de setembro de 1825, sendo estes bens os que citamos, havendo a acrescentar os de Capela da Coroa (em Vale de Preguiça, no termo da vila de Campo Maior).  